# Metasphenisca quinquemaculata
Metasphenisca quinquemaculata är en tvåvingeart som först beskrevs av Macquart 1846.  Metasphenisca quinquemaculata ingår i släktet Metasphenisca och familjen borrflugor. Inga underarter finns listade i Catalogue of Life.